# Wiórolotka
Wiórolotka (Petaurillus) – rodzaj gryzоni z podrodziny wiewiórek (Sciurinae) w obrębie rodziny wiewiórkowatych (Sciuridae).

## Rozmieszczenie geograficzne
Rodzaj obejmuje gatunki występujące w Brunei i Malezji.

## Morfologia
Długość ciała (bez ogona) 68–95 mm, długość ogona 62–98 mm; masa ciała 13,5–31 g.

## Systematyka
Rodzaj zdefiniował w 1908 roku angielski zoolog Oldfield Thomas w artykule zatytułowanym Rodzaje i podrodzaje grupy Sciuropterus z opisami trzech nowych gatunków, opublikowanym w czasopiśmie „The Annals and magazine of natural history”. Gatunkiem typowym jest (oryginalne oznaczenie) wiórolotka malutka (P. hosei).

### Etymologia
Petaurillus: rodzaj Petaurista Link, 1795 (wielkolot); łac. przyrostek zdrabniający -illus.

### Podział systematyczny
Do rodzaju należą następujące gatunki:
| Grafika | Gatunek               | Autor i rok opisu             | Nazwa zwyczajowa       | Podgatunki         | Rozmieszczenie geograficzne                                                                     | Podstawowe wymiary                             | Status IUCN |
| ------- | --------------------- | ----------------------------- | ---------------------- | ------------------ | ----------------------------------------------------------------------------------------------- | ---------------------------------------------- | ----------- |
|         | Petaurillus kinlochii | O. Thomas, 1908               | wiórolotka selangorska | gatunek monotypowy | endemit Malezji: półwysep (Selangor)                                                            | DC: 8,5–9,5 cm DO: 8–9,8 cm MC: 17–31 g        | DD          |
|         | Petaurillus hosei     | (O. Thomas, 1900)             | wiórolotka malutka     | gatunek monotypowy | Malezja i Brunei: północne Borneo (Sepilok, Tasek Merimbun i Sarawak na południe do jaskiń Niah | DC: 7,5–9 cm DO: 8–9,8 cm MC: około 21 g       | DD          |
|         | Petaurillus emiliae   | (H.C. Robinson & Kloss, 1911) | wiórolotka karłowata   | gatunek monotypowy | endemit Malezji: znany tylko z Baram (wschodni Sarawak) w północno-zachodnim Borneo             | DC: 6,8–7,2 cm DO: 6,2–6,7 cm MC: około 13,5 g | DD          |

Kategorie IUCN:  DD  – gatunki o nieokreślonym stopniu zagrożenia.